# Högt vatten
Högt vatten (engelska: Taken at the Flood) är en pusseldeckare av den brittiska författaren Agatha Christie, först publicerat i USA i mars 1948 under titeln There is a Tide… och i Storbritannien i november samma år med Christies ursprungliga titel. Romanen handlar om hennes berömda belgiska detektiv Hercule Poirot och utspelar sig 1946.
Romanen berättar en historia om England efter andra världskriget, när livet tycks vändas upp och ner, med lättnaden över krigsslutet, förändringarna från vem som levde och vem som dog, och den ekonomiska utmaningen i livet efter kriget, som utspelar sig för en familj i en by inte långt från London. Kriminalkommissarie Spence introduceras i denna roman, som Poirot arbetar med igen i ytterligare några berättelser. Familjen Cloade, bröder och en syster, har genomgått många plötsliga förändringar från kriget, då de förlorade sin bror Gordon i en bombräd i London kort efter hans oväntade giftermål med en ung änka. En son är förlorad i strid, en dotter återvänder efter att ha tjänat som kvinnlig soldat och en annan son verkar göra en framgångsrik satsning på jordbruk, trots att han förlorat sin partner i företaget till kriget. När menige Lynn återvänder återupptas hennes avbrutna förlovning med sin kusin, med besvärliga avbrott från David Hunter, bror till Gordons änka Rosaleen. En främling i byn, som använder det litterära namnet Enoch Arden, utpressar David och hittas snart mördad. Hercule Poirot kallas in.
Maurice Richardson tyckte att den "dubbelt skruvade" intrigen var "genial nog", men för honom saknas "den typiska entusiasmen, känslan av välbefinnande som utgör den där Christie-känslan". En annan recensent var mer nöjd med romanen och sa att Poirot löser mysterierna "med all den skarpsinnighet som har gjort honom omtyckt av Agatha Christie-fans. Fantastiskt och toppen." En recension 1990 var nöjd med att hitta en Christie-roman som var tydligt knuten till ett specifikt år och en specifik världshändelse, men hade en mer komplex kommentar till romanen som helhet, och kallade den en "Tvångsmässig omarbetning av Tennysonska och Christieanska teman, och ganska högt upp i utbudet av klassiska titlar."

## Förklaring till romanens titel
Bokens titel på både den brittiska och amerikanska marknaden är hämtat från en rad ur Shakespeares Julius Caesar i ett tal av Brutus i fjärde akten: "There is a tide in the affairs of men, which taken at the flood leads on to fortune…" Citatet återges i sin helhet som epigraf i romanen.

## Inledning till romanen
Våren 1944 under andra världskriget gifter sig Gordon Cloade med änkan Rosaleen Underhay som han träffar ombord på ett fartyg till New York. Några dagar efter att han anlänt till London med sin nya fru bombas hans hem i London och alla utom två personer dödas: Rosaleen och hennes bror David Hunter. Gordon skrev inget nytt testamente vid ankomsten och hans befintliga testamente ogiltigförklaras av äktenskapet. Rosaleen ärver Gordons förmögenhet. Någon dag senare, under en annan räd, sitter Poirot i ett skyddsrum tillsammans med folk från klubben Concordia i London och lyssnar på en berättelse om major Porters vän Robert Underhay i Afrika, om hans olyckliga äktenskap och att Underhay kanske inte är död, berättad efter att ha läst upp nyheten att Gordon Cloade, den andre maken till Underhays änka, dödades av fienden.
Gordon Cloades död medför en oväntad förändring för hans syskon och deras familjer. Gordon gav dem kapital för att starta ett företag, för att hantera oväntade utgifter, uppmuntrade dem att inte spara och lovade att hans förmögenhet skulle delas mellan dem när han dog.

### Handling
Våren 1946 bosätter sig Lynn Marchmont, som verkade som kvinnlig värnpliktig under kriget, i sin mors hem i byn Warmsley Vale. Hon är först glad över att vara hemma, sedan finner hon livet tråkigt. Hon har varit förlovad med bonden Rowley Cloade sedan före kriget.
David vaktar sin syster och hennes förmögenhet. Mrs Marchmont tar mod till sig och ber Rosaleen om femhundra pund, när David är borta, och Rosaleen skriver ut en check. David tackar ilsket nej till en förfrågan från Frances Cloade, vars familj är i desperat behov av pengar.
En man som kallar sig Enoch Arden anländer till byns värdshus The Stag och försöker utpressa David genom att säga att han vet hur man hittar Rosaleens första make Robert Underhay. Deras konversation avlyssnas av hyresvärdinnan, som berättar det för Rowley Cloade. Några dagar senare hittar ett hembiträde Ardens kropp i hans rum med huvudet inslaget. Samma dag var David nere från London. Han mötte Lynn på sin väg för att hinna med det sista tåget till London och ringde tydligen henne från lägenheten i London strax efter klockan 23 på kvällen, först med argumentet att han älskar henne och sedan att han inte kan vara bra för henne. Eftersom mordet tros ha skett före klockan 21 hade han tillräckligt med tillfälle och motiv för att han ska kunna gripas.
Rowley Cloade vädjar till detektiven Hercule Poirot att finna den döde mannens sanna identitet. Rosaleen ser kroppen och säger att hon inte känner mannen alls. Vid förhöret säger Porter att Arden verkligen var Robert Underhay, och rättsläkarens jury röstar emot rådet att tro honom, och röstar för uppsåtligt mord av David. Dödsboet kommer att återgå till Cloades, om juryns beslut håller, eftersom det innebär att Rosaleens andra äktenskap inte var giltigt.
Poirot pratar med folk i byn, bland annat Mrs Leadbetter, en gäst på värdshuset som såg en "hussy", en kraftigt sminkad kvinna klädd i byxor och en orange halsduk, komma in i rummet som tilldelats den döde mannen efter klockan 22 den ödesdigra kvällen. Eftersom polisen tror att David var på tåget till London vid den tiden, lät de honom gå, och tittade mer allvarligt på kvinnor. Poirot får reda på hur dödsfallet gick till, med ett fall på marmorskärmen på eldstaden. Han menar att det var en olyckshändelse, inte ett uppsåtligt mord.
Lynn blir förälskad i David. Major Porter begår självmord i London men lämnar ingen lapp. Poirot inser från ett foto hemma hos Frances Cloade att Arden var släkt med henne; hon erkänner att Arden var Charles Trenton, hennes syssling. Hon kom på planen att utpressa Rosaleen efter att ha hört major Porters berättelse om Underhay. Detta förklarar Ardens sanna identitet, men inget annat. Frances nekar till att ha mutat major Porter.
När Poirot och Lynn besöker Rosaleen i sitt hem märker hembiträdet att hon inte svarar. Poirot ser att Rosaleen har dött i sömnen. Läkaren identifierar det ofarliga sömnpulvret hon tog vid nattduksbordet. Polisinspektör Spence menar att hon var mördaren. Rosaleen dog av för mycket morfin; Var fick hon tag på det?
Lynn berättar för Rowley att hon vill gifta sig med David Hunter och han exploderar av ilska. Rowley håller på att strypa Lynn när Poirot kommer in i huset och Rowley slutar. David anländer inom kort och Poirot förklarar allt. Rowley besökte Arden, och när han såg likheten med Frances, reagerade han ilsket på bedrägeriet. Slagen av Rowley föll Arden mot marmoreldstaden och dog. Rowley såg möjligheten att anklaga David. Han slog in Ardens huvud med en tång och lämnade Davids tändare på platsen. Rowley övertalade Porter att uppge den falska identiteten genom att erbjuda honom pengar. Sedan anställde Rowley Poirot, som säkert skulle gå till Porter. Porters skuldkänslor ledde till att han begick självmord och lämnade efter sig en lapp som Rowley förstörde. David stod i begrepp att betala utpressningen till Arden. När David upptäckte Ardens kropp sprang han efter det försenade tåget, men missade det. David gick sedan tillbaka till värdshuset, förklädde sig till kvinna och spelade upp scenen, som hördes av Mrs Leadbetter, och som fastställde den senare tidpunkten för dödsfallet. Sedan ringde han Rosaleen, som ringde ett samtal till Lynn som levererades av operatören men sedan bröts. En minut senare ringde David Lynn från en lokal telefonkiosk och gav henne intrycket att han ringde från London. Han återvände till London med mjölktåget tidigt på morgonen nästa dag.
Av de tre dödsfallen säger Poirot att ett är en olyckshändelse, ett är ett självmord och ett är mord. Det verkliga mordoffret var Rosaleen. Kvinnan som var känd som Rosaleen var inte David Hunters syster; hans syster dödades och hembiträdet Eileen Corrigan hade överlevt bombningen. Poirot skickade ett foto av Eileen till Irland för att få ett foto av Eileen, som förklarade sanningen om vad som hände under kriget. David övertalade henne att bli Rosaleen. Nu kunde han döda sin medbrottsling med ett morfinpiller och gifta sig med Lynn, som han älskade. Poirot känner till alla dessa detaljer, men bara några av dem är kända av polisen. Rowley känner skuld för Trentons och Porters död. Polisen fokuserar på att David dödade Rosaleen/Eileen, och bevisar hela det fallet. Efter ett tag återvänder Lynn till Rowley och inser att hon älskar honom, särskilt efter hans styrkedemonstration. Livet kommer inte att bli tråkigt med honom.

## Romanfigurer
- Hercule Poirot: Belgisk detektiv som bor i London.
- Kommissarie Spence: utredare.
- Sergeant Graves: Spences assistent.
- Rosaleen Cloade: två gånger änka när hon var i 20-årsåldern; f.d. Robert Underhay. Senast gift med Gordon Cloade.
- David Hunter: Rosaleens bror. Före detta kommandosoldat från andra världskriget och en spelare i livet. David fick lyx genom sin systers giftermål och är angelägen om att behålla den.
- Gordon Cloade: förmögen patriark av familjen Cloade. Han är sedan länge änka och barnlös och delar sin förmögenhet med sin syster och sina bröder. Plötsligt gifte han om sig 1944, bara för att dö i ett bombanfall i London kort därefter.
- Jeremy Cloade: senior partner i en advokatfirma och äldre bror till Gordon.
- Frances Cloade: Jeremys fru. Klok och sansad. Hon är dotter till en av Jeremys avlidna klienter.
- Anthony Cloade: son till Jeremy och Frances. Dog i kriget.
- Lionel Cloade: läkare och medicinsk forskare. Yngre bror till Gordon. Sedan broderns död har han blivit morfinmissbrukare.
- Katherine Cloade: Lionels fru, kallad moster Kathie. Moster Kathie tror på andevärlden och är den första som besöker Poirot angående Underhay.
- Rowley Cloade: en bonde som förlorade sin jordbrukspartner i kriget. Brorson till Gordon, son till Gordons avlidne bror Maurice. Förlovad med sin kusin Lynn Marchmont.
- Johnnie Vavasour: Rowleys jordbrukspartner. Dödad i kriget.
- Lynn Marchmont: fästmö till Rowley, i 20-årsåldern. Lynn är rastlös efter kriget och söker spänning.
- Adela Marchmont: Lynns gamla mor som var änka och yngre syster till Gordon. Hon är benägen att skjuta upp saker.
- Beatrice Lippincott: hyresvärdinna på puben och värdshuset The Stag.
- Gladys: Hembiträde på The Stag Inn.
- Major Porter: en pensionerad soldat som är medlem i samma Londonklubb som Jeremy Cloade; Han kallas för en klubbtråkmåns för de långa historier han berättar.
- Enoch Arden: alias som användes av utpressaren av David Hunter och Rosaleen Cloade; Charles Trenton. Han hotar att avslöja det uppenbara illegitima i Rosaleens och Gordon Cloades äktenskap.
- Mrs Leadbetter: änka och gäst på The Stag som stannar en månad varje år. Hon är gammaldags och fången.
- Robert Underhay: Tidigare make till Rosaleen Cloade. Sägs ha dött i Afrika.
- Eileen Corrigan: En hembiträde som en gång tjänade Rosaleen och Gordon Cloade fram till bombattacken mot deras hus. Hon delade en gång ett förhållande med David Hunter.

## Litterär betydelse och mottagande
För en gångs skull var Maurice Richardson i sin recension i The Observer den 21 november 1948 något föga imponerad: "Agatha Christie har, om inte en hel dag ledigt, så åtminstone en del av eftermiddagen. Mordet på den utpressande Enoch Arden, som dyker upp för att trakassera den redan generade familjen Cloade, mordet som följer och Poirots dubbelskruvade lösning är geniala nog, men karaktäriseringen är lite under pari. Den typiska entusiasmen, känslan av välbefinnande som utgör den där Christie-känslan, saknas."
En icke namngiven recensent i Toronto Star den 10 april 1948 skrev: "Hercule Poirot, vars äggformade kranium är fullproppat med livliga grå celler, visar sig vara lite av en skurk innan han reder ut alla detaljer om [Enoch Ardens] död och andra ännu mer förbryllande mysterier. Men han gör det med all den skarpsinnighet som har gjort honom omtyckt av Agatha Christie-fansen. Fantastiskt och toppen."
Robert Barnard sammanfattade handlingen i romanen som en "äldre man gift med en glamorös idiot med tvivelaktig social bakgrund [vilket] är ett vanligt inslag i handlingen hos Christie. Här blir hon änka (i ett flyganfall – detta är en av de få Christies som är förankrad i en verklig tid) och tyngd av ekonomiskt omättliga släktingar, både av blod och svärföräldrar. Men vem är egentligen död och vem är det inte? Och vem är vad de verkar vara, och vem är inte det?" Hans kommentar är positiv till titeln, mer kryptisk om själva romanen, eftersom han sa att det var en "tvångsmässig omarbetning av Tennysonianska och Christieanska teman, och ganska högt upp i utbudet av klassiska titlar."